# Сена (Уеска)
Сена (ісп. Sena) — муніципалітет в Іспанії, у складі автономної спільноти Арагон, у провінції Уеска. Населення — 548 осіб (2009).
Муніципалітет розташований на відстані близько 340 км на північний схід від Мадрида, 55 км на південний схід від Уески.

## Демографія
Динаміка населення (INE ):